# Pont Vell de Castro Laboreiro
El Pont Vell de Castro Laboreiro és un pont d'estil medieval situat sobre el riu Laboreiro, dins el Parc Nacional de Peneda-Gerês, situat a pocs metres del centre de la vila de Castro Laboreiro, municipi de Melgaço, districte de Viana do Castelo.

## Història
Malgrat l'aparença d'estil medieval, la data de construcció del Pont Vell no és precisa, i es pensa que transcorreria entre els segles XV i xvi, dins l'edat moderna. També conegut com Pont dos Mouros, servia de pas o travessia sobre la cascada del Laboreiro, per als molins de la rodalia, en concret del marge esquerre, així com per a l'antic sender d'accés al Castell de Castro Laboreiro.
Actualment, està integrat en el Sender Interpretatiu de Castro Laboreiro, dins el Parc Nacional de Peneda-Gerês.

## Característiques
Construït en maçoneria de granit, amb tradició arquitectònica medieval del romànic, el Pont Vell es caracteritza pel seu tauler estret i el cavallet un poc pronunciat, alçat sobre un únic arc de volta perfecta. Amb paviment de calçada, no té guardes laterals, i s'aixeca una mica més de cinc metres. Té uns sis metres de llargada.

## Accés
És a l'eixida del centre de la vila de Castro Laboreiro, cap a la frontera d'Ameijoeira. Es troba a 50 m de la GNR.

## Galeria

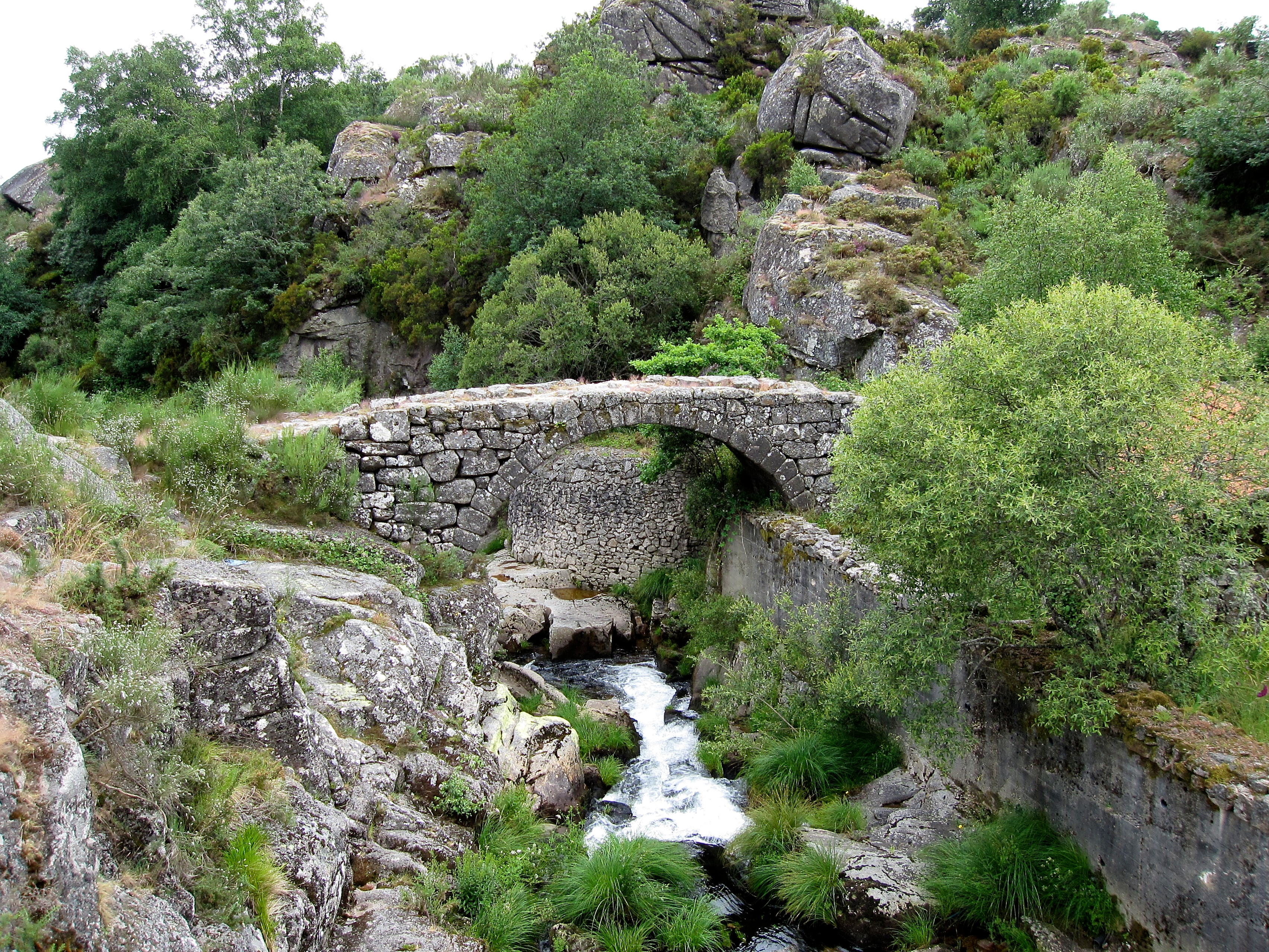
Pont Vell
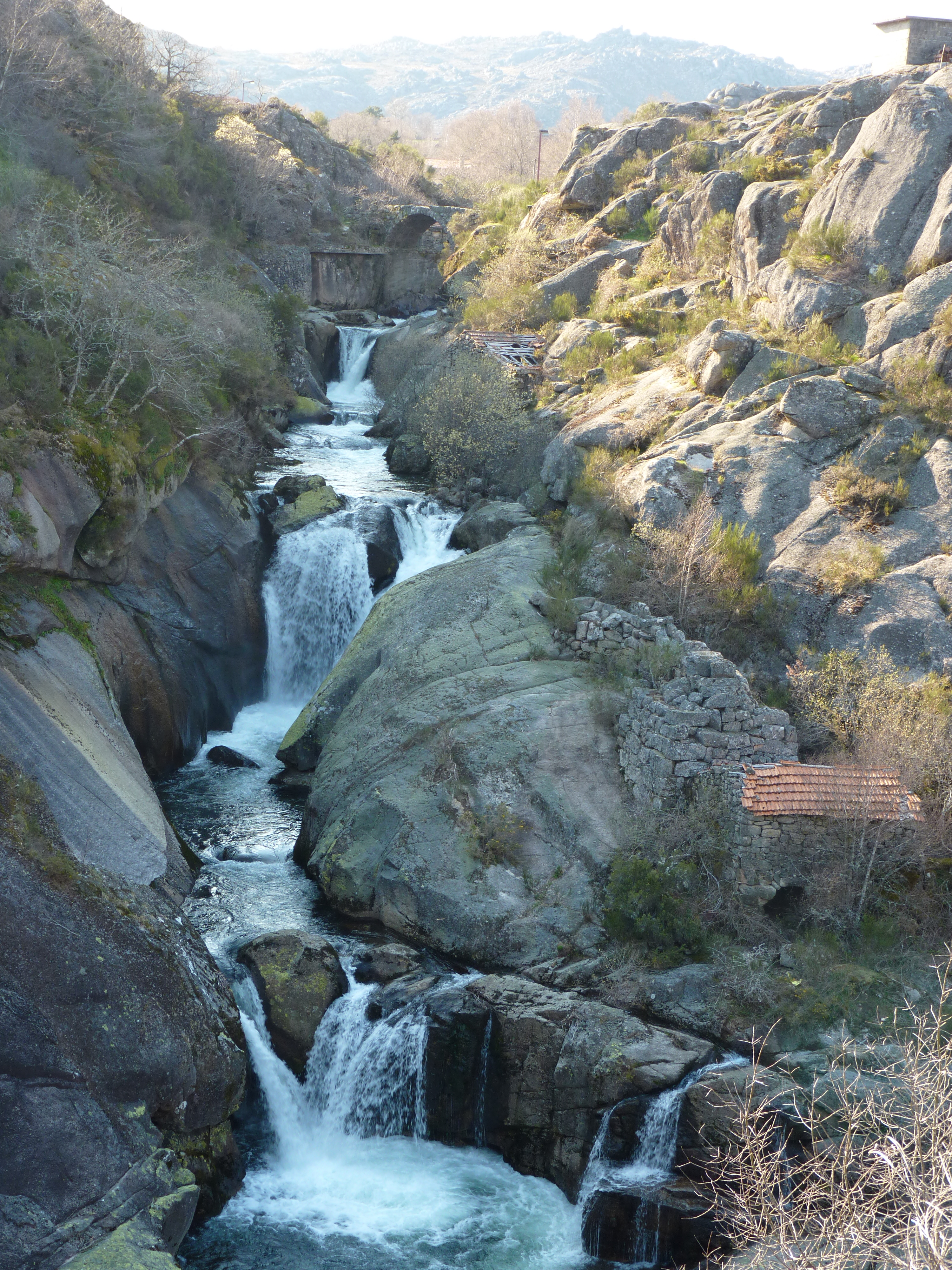
Cascada de Castro Laboreiro
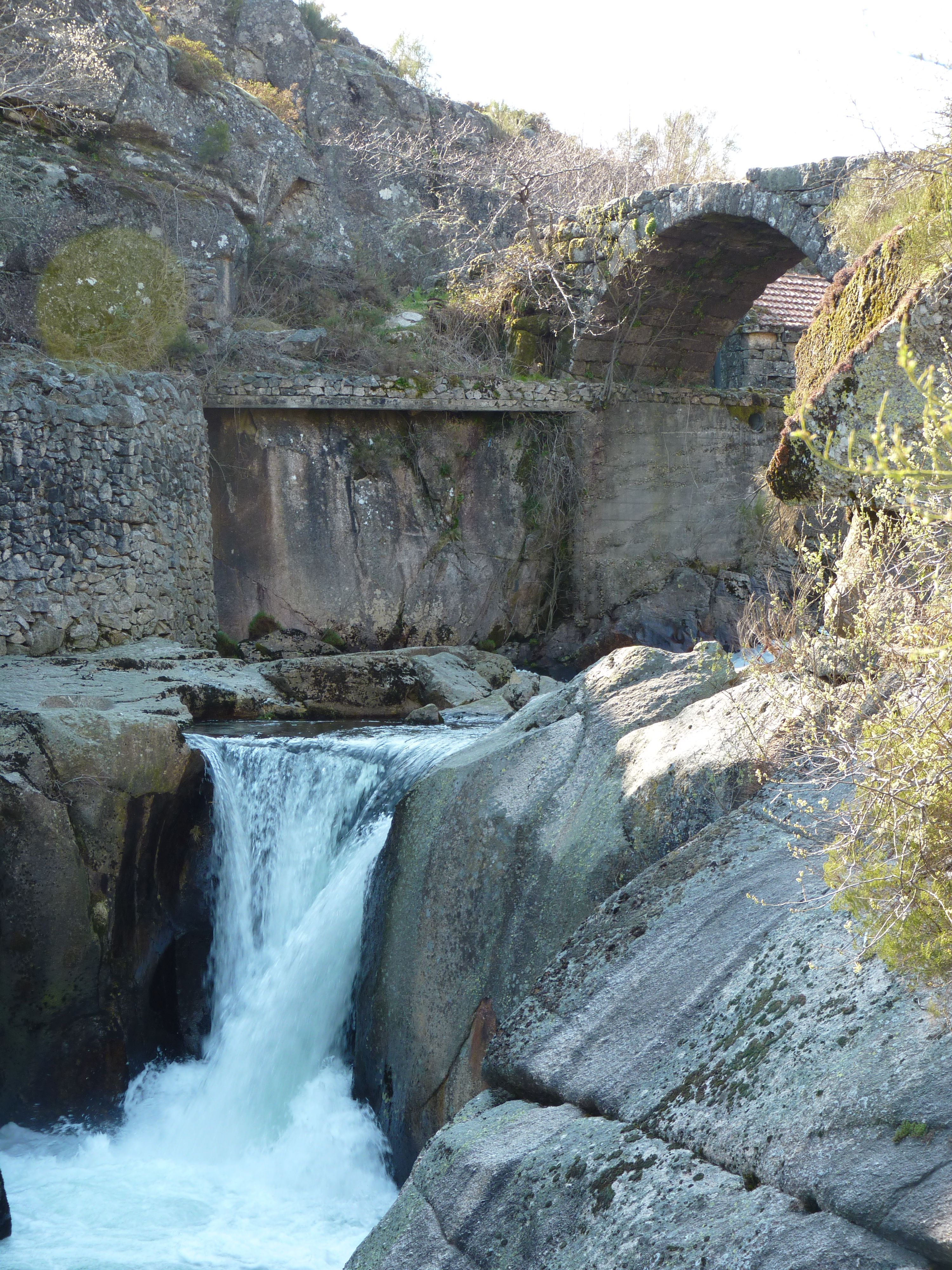
Pont i cascada
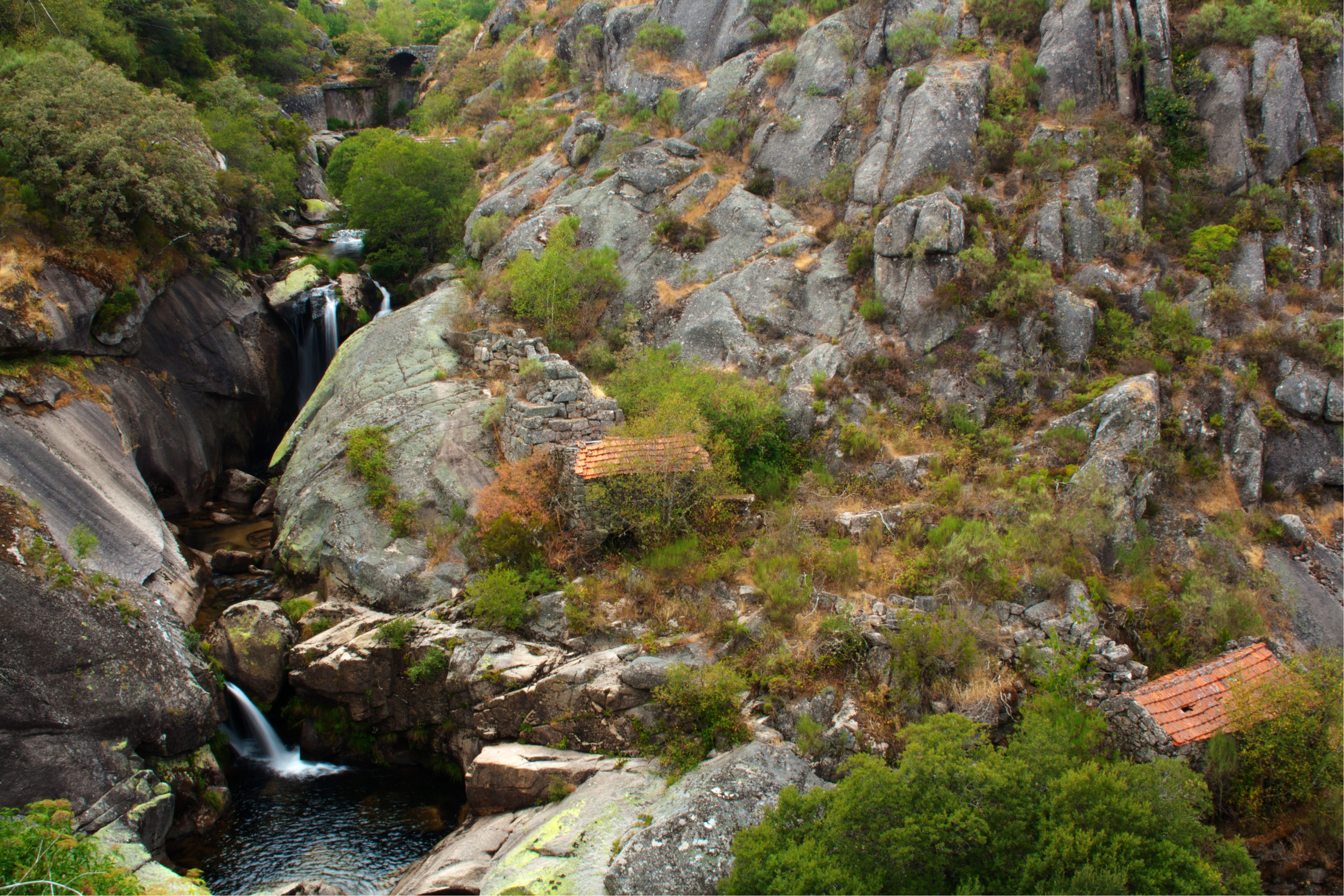
Pont i molins